# Galapagodinus franzi
Genre
Espèce
Galapagodinus franzi, unique représentant du genre Galapagodinus, est une espèce de pseudoscorpions de la famille des Garypinidae.

## Distribution
Cette espèce est endémique des îles Galápagos en Équateur.

## Description
Le mâle holotype mesure 1,4 mm et la femelle paratype 1,5 mm.

## Étymologie
Cette espèce est nommée en l'honneur de Herbert Franz.

## Publication originale
- Beier, 1978 : Pseudoskorpione von den Galapagos-Inseln. Annalen des Naturhistorischen Museums in Wien, vol. 81, p. 533–547 (texte intégral).